# 哆啦A夢 (角色)
哆啦A夢，舊時多譯為叮噹、小叮噹，是藤子·F·不二雄的漫畫作品《哆啦A夢》中的主角，黃色、有雙耳的貓型機器人，後變成藍色貓型機器人。
在藤子自傳性質漫畫作品《哆啦A夢誕生》及以此改編的《2112年多啦A夢誕生》片尾中，作者提到多啦A夢造型的靈感是來自女兒的「不倒翁」和露台的「野貓」，因此一般認為，中的（dora）是來自「野貓」（どら猫，doraneko）。而（emon），是日本江戶時代常見的人名，藤子·F·不二雄許多作品主角都慣以某某「衛門」來命名，例如《21衛門》（21エモン，英譯21emon）。

## 設定
哆啦A夢是一種用於照顧兒童的量產型貓型機器人。其機器人妹妹哆啦美（ドラミ）是為了支援該種機器人而特別訂做的。在方倉陽二的漫畫《哆啦A夢百科》中，根據方倉的設定，其正式的職業名稱為「特定意志薄弱兒童監視指導員」。方倉設定原本是方倉陽二的原創設定，包括哆啦美的時光機器等在內，當時一些設定被作者藤子·F·不二雄所採用，而成為舊有的正式設定。但在動畫電影《2112年哆啦A夢的誕生》（2112年ドラえもん誕生）中，方倉的設定一部份被電影重新修改，在藤子·F·不二雄的認可之下，成為現在公認的新設定。

### 誕生
哆啦A夢在2112年9月3日誕生於日本東京的松芝工廠，在當日的量產線上是0號（第一台）之後所生產的1號（第二台）（方倉的設定）。製造過程中發生了事故（後面詳述），造成其中一顆螺絲被拔掉，成為一台「特別的」機器人。之後被送到機器人學校的特別班級，在那裡遇到了「哆啦A夢七小子」（ザ・ドラえもんズ，當時稱為「哆啦哆啦7」），並和他們成為朋友。之後哆啦A夢參加機器人學校中舉行的機器人銷售會，當時還是幼兒的世修（セワシ）不小心按下了購買按鈕，因此買下了哆啦A夢（出自附篇电影《2112年哆啦A夢的誕生》）。在《2112年哆啦A夢的诞生》里，哆啦A夢作為照顧兒童用的機器人，在世修家工作。為了要改變世修「最差勁的祖先」大雄的未來，世修决定叫哆啦A夢返回20/21世紀幫助大雄。
第2作電視動畫版本的設定為：在製造之後進行的檢查，哆啦A夢被判定為瑕疵品的便宜貨，隨後在拍賣市場中被世修的父母買下。為了要改變祖父大雄的未來，因此世修把哆啦A夢送到大雄的家。
第3版（2005年後）設定為：從第291集《百年時間膠囊》看見，哆啦A夢生產前並沒有其中一顆螺絲被拔掉，而底色是黃色而非藍色，同時亦沒有時空罪犯經過工廠，只是出生後收到100年前野比大雄送給他的生日卡及生活照片，但是照片已被藍色哆啦A夢取回。之後恢復設定1。

#### 《2112年哆啦A夢的誕生》的主要情節
哆啦A夢最初是被作为批量生產用於照顧小孩子的貓型機器人中的一員。當時身体为蛋黄色、声音音调较高、有着尖形耳朵。由于正在被生产出来的时候，时空巡逻队正在追逐一名罪犯，在他们发生时空隧道追逐的时候不巧正好打掉了正在被生产中的哆啦A夢的一颗螺丝，由此产生了有独特性格的哆啦A夢。
由于被电击，哆啦从很高的地方坠下，险些落入垃圾焚化炉。在即将被焚化炉销毁之时，被正好游荡到此的猫型舞女机器人哆啦咪子救出。随后到机器人养成学校与当初与他一起出厂的机器人学习，此期间哆啦A夢表现很差，被列为不合格的机器人(出来損ないロボット)。又由于性格古怪而被转入了放牛班。但是哆啦A梦的成绩依然很糟糕，在此期间，他还认识了哆啦A梦七小子们。
为了安慰哆啦A梦，哆啦咪子送给哆啦A梦一个銅鑼燒，从此哆啦A梦愛上了铜锣烧。剧情暗示着哆啦咪子是哆啦A夢的初恋，而銅鑼燒正是哆啦A梦初恋的味道。
结业后他们一起去参加电视台的非全新机器人的领养节目，哆啦咪子与哆啦A夢分别被认养。哆啦A梦被还是婴儿的野比世修误按「OK鍵」而选中，成为世修的保姆机器人。
哆啦A梦很快与世修养成了亲密的感情。一日世修在做哆啦A夢的黏土塑像時，因為耳朵一直做不好，便對機器鼠下達指示「把塑像的耳朵做得和哆啦A夢的一樣」，但機器鼠誤講指示聽成「把哆啦A夢的耳朵變得跟黏土塑像一樣」，加上当时哆啦A梦正在午睡，因此耳朵被機器鼠咬坏。送到医院进行治疗后，由于局部美观上的损伤无法进行修理，被机器人医生将耳朵去除。
哆啦A梦本來要喝元气之源以平復心情，卻誤喝悲劇之素，結果哭了三天三夜，被妹妹哆啦美發現時，身上黄色的電鍍層已被泪水洗掉而成蓝色（底色），声音也变得有些嘶哑。因此哆啦A夢至今仍對老鼠後怕不已。
但是之後哆啦A夢為了救被時間罪犯绑架的世修而立了大功，為了紀念，機器人工廠特别製造了大量的迷你哆啦。由於看到野比世修家境不好，很大原因是因為他的高祖父——野比大雄從前軟弱無力。而後哆啦A夢決心返回20世紀幫助大雄，《哆啦A夢》的主要故事也隨著展開。

#### 第二版設定過程
1. 2112年9月3日：製造之後被判定為次品。
2. 2112年9月4日：放入特賣所中銷售。
3. 2115年1月9日：被世修的父母買走。
4. 2122年8月30日：耳朵被老鼠（機器老鼠）咬掉。
5. 2123年4月5日：通過時光機來到大雄所生活的二十一世紀。

### 社會活動
2012年9月3日，哆啦A梦正式注册成为日本神奈川县川崎市的特别市民（他的生日定于2112年9月3日，所以2012年9月3日誕生前100週年）。川崎市政府在藤子·F·不二雄博物馆为哆啦A梦发放了特别居民户籍证书。为了庆祝他的负100岁生日，从当年9月3日开始，一年之内，川崎市所有法律文件上都会印有哆啦A梦的水印，希望他成为川崎市的“代言人”。
2013年4月5日，“哆啦A梦”正式加入东京2020申奥委员会，成为申奥特殊大使。

## 人物

### 外貌
哆啦A梦的体色为蓝色，脸、腹、手、脚则是白色。鼻子是红色的。但是在刚制造的时候，哆啦A梦是黄色的，也有耳朵。连载早期，哆啦A梦比现在更胖，体色也更深，现在则是淡蓝色。
其身体带有反重力功能，因此脚不会沾染灰尘，也不需要用水洗澡，只要用毛巾擦一下就可以，但在短篇《顛倒笛》中哆啦A夢說要去洗澡。哆啦A梦的手是圓球狀的吸盤手，而哆啦A夢是有手指的，只是因為有吸盤的功能才不常使用，在某漫畫中是可以看到哆啦A夢的手指的。
哆啦A夢的能量來源來自食物，所有吃進去的東西會被體內的原子爐轉換成能量，並不需要上廁所。但因为是做出来照顾儿童的机器人，也会装模作样的去厕所一下。哆啦A夢也會口渴，需要喝水，也會喝冷飲消暑。
哆啦A梦的身体非常坚固，在深海与宇宙都可以活动。（大长篇「大雄的海底鬼岩城」、18卷「寻找理想的星球」）。但是哆啦A梦既怕热也怕冷，还怕蚊子叮咬。在12卷「幽灵干」中，哆啦A梦甚至说过「难道我这种高级机器人也会被蚊子咬?」。另外，他也會打噴嚏，甚至會感冒。
根据电影「2112年哆啦A夢的誕生」记载，由于受到时间罪犯的电击之后从高处跌落，又少了一个螺丝，所以哆啦A梦的性能变得特别差。但在哆啦A梦百科中的设定是：哆啦A梦与他的妹妹哆啦美用的是同一油罐裡的油，而制造哆啦A梦用的是上部的轻油，制造哆啦美用的是经过沉淀的重油，因此哆啦A梦的品質也就特别差了。此設定在2005年后的水田版哆啦A梦电视动画中，再次被启用。
檔案如下:
- 体重：129.3公斤
- 身高：129.3公分
- 頭围：129.3公分
- 胸围：129.3公分
- 腰围：129.3公分
- 臀围：129.3公分
- 坐高：100公分
- 功率：129.3馬力
- 见到老鼠的惊吓跳起來的高度：129.3公分
- 见到老鼠的逃跑时速：129.3公里/小時。

之所以都是129.3，是因為哆啦A夢的出生日期是2112/09/03，故皆為1293。但是在漫画中，显而易见大雄（140公分）比哆啦A梦高一些。
由于没有耳朵，哆啦A梦经常被认为看上去像「狸猫」，他也對此感到厭惡，當其他人（包括大雄）向他說「這隻狸貓」或「狸貓」等字眼的時候就會大發雷霆。哆啦A梦的耳朵原本具有极灵敏的听觉，拥有类似雷达的功能，但现在就只能听到人类所能听到的声音了。哆啦A梦的鼻子嗅觉是常人的20倍，但是现在也故障了。哆啦A梦还拥有一张很大的嘴巴，可以放下一个洗脸盆。哆啦A梦的铃铛过去有召集功能，可召集来附近所有的猫，也具有照相機功能（「大雄與動物行星」），因為鈴鐺是哆啦A夢與大雄的友情象徵，壞掉後哆啦A夢花費了一般鈴鐺的五倍價錢將其功能全部修復。不過如果鈴鐺離開多啦A夢一段時間的話其行為舉止會逐漸與貓同步（「大雄的秘密道具博物館」）。
正因為多啦A夢是貓型機械人，所以能與貓交流，亦經常與野比家附近的貓聚會。
哆啦A梦的尾巴是他的主开关，一拉的话哆啦A梦就会停止运行。当哆啦A梦心情不好或有不好的預感的时候尾巴就会左右连续摇摆。（23卷「室内水族馆」）。而在早期，设定为只要一拉尾巴，哆啦A梦就会隐身（彩色作品集第五卷「来自未来世界的哆啦A梦」）。
哆啦A梦的脚亦有反重力功能，其与地面实际有3公釐的距离，因此他也不需要穿鞋。而哆啦美就不具有这种功能。以「2112年哆啦A夢的誕生」海边的景色来看，哆啦A梦没有留下脚印，但哆啦美就有；但是在《大雄的恐龙2006》中，哆啦A梦曾在海滩上留下脚印。

### 性格
基本还算温和的性格。但是由于他的职务是看管小孩，因此变得有些好管闲事。尽管他自己经常劝告大雄慎用秘密道具，但因为他的过失导致事态扩大的情况也不在少数。
当惊慌的时候就会完全失去理智，平常不收拾百宝袋以致經常拿錯道具（多啦美最失魂的一天）。在这些方面的轻率与大雄毫无差异。有时也会不考虑别人的感受，做出惹怒对方的事情。当大雄不争气的时候，也经常会训斥大雄。由於被老鼠咬掉耳朵導致性格扭曲遇到老鼠時會曾經拿出係數極高的道具想要連帶著老鼠炸掉地球銀河系甚至毁滅一切。
但是，也有浪漫主义的一面。虽然他也经常与大雄争吵，但是毕竟与大雄缔结了深厚的友情。为了担心他不在的这段时间大雄遭遇麻烦，甚至拒绝去未来世界的机器人工厂做定期体检（其實是諱疾忌醫）。但如果是逼不得已要回去未來世界做檢查，哆啦A夢就會委託妹妹哆啦美來代替其工作直至完成檢查回來爲止。

### 喜好

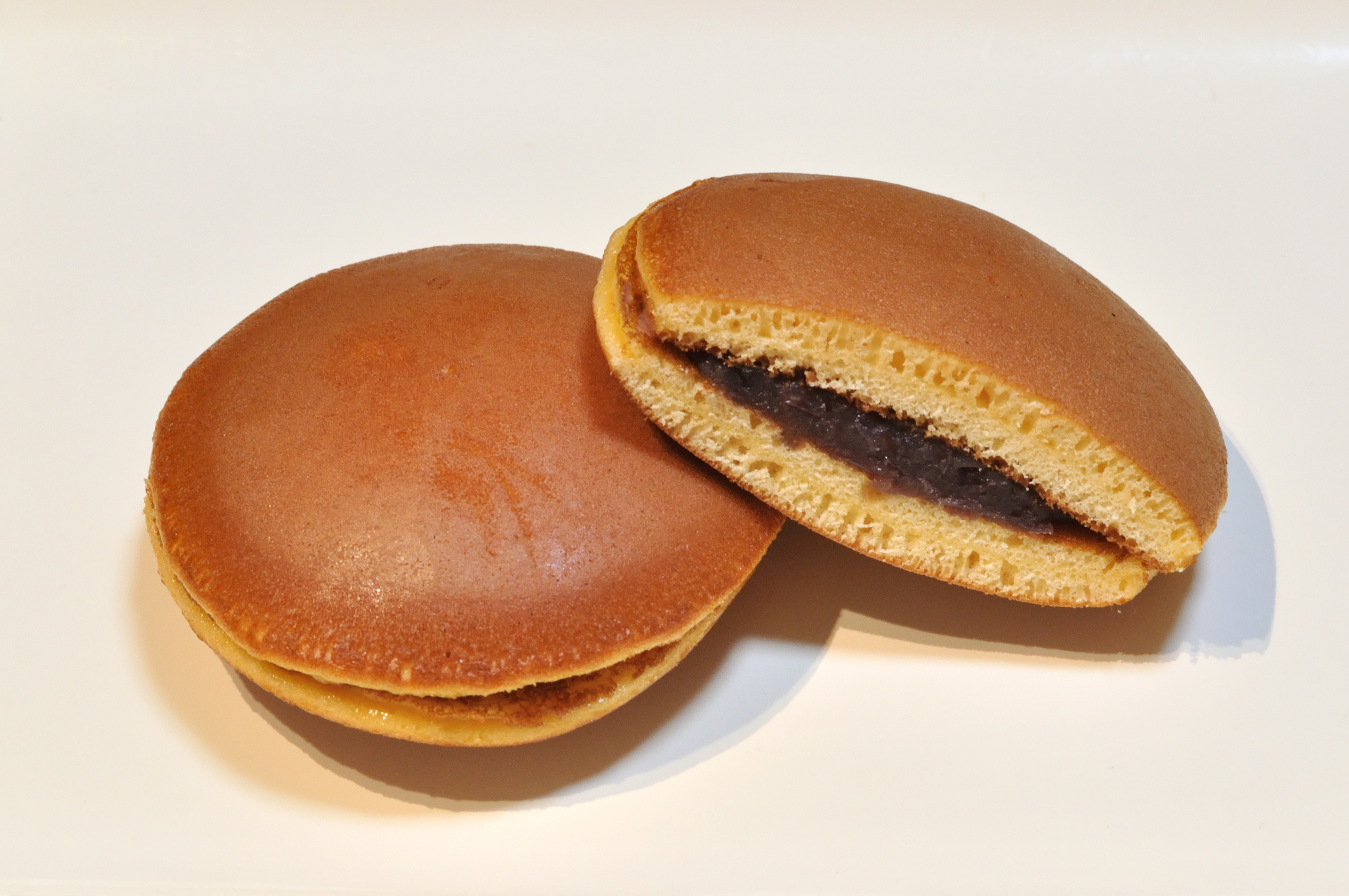
銅鑼燒 ， 保齡球

#### 食物
最喜歡的食物是銅鑼燒（豆沙包）。根據方倉的之前設定，理由是因為「銅鑼燒的成分是哆啦A夢最佳的能量來源」，現在則是因為在22世紀時，舞蹈用的貓型機器人哆啦咪子（ノラミャー子）給哆啦A夢一個銅鑼燒，從此之後銅鑼燒就變成他最喜歡的食物（出自《2112年哆啦A夢的誕生》）。
對於銅鑼燒的喜好十分執著，認為太甜的銅鑼燒就是外行的銅鑼燒。也曾經為了銅鑼燒的味道而跟點心店的老闆發生爭執。若是聽說銅鑼燒在舉行大特賣，不論真假都會直奔點心店，大雄不時利用這特點將他騙走。同時當發現已購買的豆沙包被人偷食時會大發雷霆，即使是大雄偷食了也一樣。
當向哆啦A夢要求借用道具遇到困難時，大雄經常用銅鑼燒來交換，這個辦法幾乎每次都有用。雖然平常會制止大雄利用道具來賺錢，但若是為了銅鑼燒，就算用可被稱為詐欺的方法也要得到（如《聚能冰塊》）。曾經有一次小雄預言大雄去找靜香時會遇上嚴重的交通意外，所以與多啦A夢協議好要保護大雄，但聽到靜香請其食豆沙包時即時忘記之前的協議並帶大雄去靜香家。結果到最後大雄還是出了意外，雖然傷勢比原本的未來輕很多（《多啦A夢的大預言》）。
曾經一個人獨自吃完跟大雄房間一樣大的世界最大銅鑼燒，也有銅鑼燒大胃王比賽的優勝記錄。哆啦A夢將這些過去的經驗，用道具「錄製體驗機」（録験機）錄製下來，再重新播放來回味。超過三天沒有吃銅鑼燒的話，就會出現不適應症狀。但若是因為戀愛而煩惱時，會連銅鑼燒都不想吃。
此外，當第一次來到大雄家時吃到年糕，從那個時候起也開始喜歡年糕。
最新的設定是當哆啦A夢第一次到大雄家時吃到銅鑼燒，所以喜歡吃銅鑼燒。

#### 貓
經常和野比家附近的貓進行交流，也會召開派對。被稱為女朋友的母貓包括小玉（タマ）、小咪（ミイ）和小白（シロ）。也曾有一次愛上玩具貓。在原作中哆啦A夢的戀愛對象分散不固定，但在動畫版中被合併為一個（小咪）。此外在來到大雄身邊前，在22世紀和舞蹈用貓型機器人「哆啦咪子」交往（出自《2112年哆啦A夢的誕生》）。現在的關係則不明（原作中是已經分手）

#### 人類
雖然一方面喜歡和母貓約會，但是也熱衷於丸井瑪莉（丸井マリ）和伊藤翼（伊藤つばさ）等人類的女偶像們。

#### 老鼠
這是哆啦A夢最怕的東西。原因開始於2115年8月30日，世修在做黏土雕像時，使用了雕刻老鼠，但是使用反了，導致哆啦A夢的耳朵被機械老鼠咬壞了。此後傷心不已，本想喝點元氣之素來提神，卻錯喝了悲劇之素，因而嚎啕大哭導致身上的黃色漆剝落，身體變成了藍色，嗓子也哭啞了，被當時正在交往的機器貓女友哆啦咪子嘲笑，最後導致分手，從此以後就特別怕老鼠。為了消滅大雄家裏的老鼠，甚至試圖使用地球破壞炸彈來消滅老鼠。除了松鼠以外，其他像是倉鼠跟天竺鼠也常被他當成老鼠厭惡。

#### 翻花繩
由於手指不發達且和一般貓咪一樣看到繩子會興奮（變成貓），也特別討厭翻花繩，這點與大雄恰好相反。

#### 音樂
哆啦A夢幾乎沒唱過歌，但一唱起歌來卻比胖虎更難聽，更具破壞力，另外他在第122集《夢境成真枕頭》和《新大雄的大魔境》皆有唱歌。

## 譯名稱呼
華語通用地區早期（1970年代至1990年代）通常稱呼為「叮噹」（源於香港《兒童樂園》雜誌，漫畫於1973年首連載、同時銷往東南亞等地）、「阿蒙」（中国大陆）、「小叮噹」（台湾或中国大陆）、「機械貓」或「機器貓」（中国大陆）。
藤子·F·不二雄病逝後，藤子創作公司、小學館、朝日電視台等繼承《哆啦A夢》動畫的著作權，當時廣傳作者遺願為「希望亞洲地區統一改以日本音譯」，但考究發現改名行動早在1995年經已展開，當時原作者仍然在世，故此說未必成立，而實際上現時書籍上亦沒載有「作者遺願」的說辭。然而，此舉促使台灣大然文化在1997年以《哆啦A夢》為中文名稱，發行小學館授權的《哆啦A夢》台灣中文版。推出香港中文版的文化傳信出版社亦於1996年底陸續將《叮噹》單行本改版為《多啦A夢》。於是，角色名亦改為與日文發音相近的「多啦A夢」（香港）、「哆啦A夢」（台灣）及「哆啦A梦」（中國大陸、新加坡等）。中國吉林美術出版社（吉美）版本甚至早於1995年出現。
2003年3月大然文化倒閉後，2004年11月，原本1976年青文出版社以《機器貓小叮噹》名稱翻譯出版《哆啦A夢》，再次重新取得日本小學館作品全數版權後，並依照更改後譯名出版（然而，旗下的香港青文出版社早在1999年起取得部份《多啦A夢》書籍的香港中文版版權，首本為第18卷大長篇《大雄的南海大冒險》）。電視動畫方面，播放單位華視、TVB和央視亦在90年代末起陸續更改了譯名。改名多年至今有很多人仍慣稱為小叮噹、叮噹、阿蒙，認為比較親切。
名字之由來，坊間流傳著一個說法來自於＋＝銅鑼衛門。
名字的後半的えもん是平假名的原因似乎是因為忘了片假名怎麼寫乾脆就用了。

## 飾演

### 配音員

#### 日本國內

##### 日本電視台
- 富田耕生：1973年4月1日－9月30日
- 野澤雅子：1973年10月8日－1974年3月30日

##### 朝日電視台
- 大山羨代：1979年4月2日－2005年3月25日
- 水田山葵：2005年4月15日－至今

##### 黃色哆啦A夢
- 高橋和枝：1980年播放的正月特別節目『哆啦A夢全百科』
- 橫山智佐：1995年播放的附篇電影『2112年哆啦A夢的誕生』與1998年的附篇電影『蟲蟲跳跳大作戰』

#### 日本國外

##### 台灣
- 林芳雪：第一代，1994年－1996年
- 邱佩轝：华视版，1997年－1999年
- 吕佩玉：巨童文化VCD、錄影帶、DVD
- 李明幸：录影带版和1999、2004、2018年台語電影版

- 上面的四种配音版本中，有一种配音版本曾在中国大陆以錄影帶、VCD或DVD的形式发行（已绝版），不过无法确定是哪种配音版本。

- 于正昇：新潮社有限公司大約於1990年代所發行之錄影帶或VCD電影版本（已絕版）。
- 陳美貞：正譯為哆啦A夢後，從1999年9月20日起配音至今，其中同為2019－2021年電影版中國大陸版本配音，亦為目前在台灣最廣為人知的配音版本。
- 孫若瑜：大山版曾有一陣子（2002－2003）由孫若瑜代配。

##### 香港
- 林保全：1982年－1990年、1993年－2015年（已故）

由1980年代開始，從電視動畫（1982年首播）、大長篇、電腦遊戲、音樂劇等等，叮噹／多啦A夢均由林保全配音，被亞洲電視高薪挖角並解僱，由郭立文接手，其後重返無綫電視，便一直擔當叮噹／多啦A夢在香港地區的配音員（扣除郭立文代配的一年），林保全為多啦A夢配了長達32年音，而由林保全飾演多啦A夢獨特的聲調及語氣，已成為香港、甚至星馬泰觀眾廣為熟悉的聲音，甚至亦多次以該聲調擔任廣告及節目旁白，例如綜藝節目《千奇百趣》、威潔33廣告、漁農自然護理署宣傳片等等。該聲線的熟悉及深入民心的程度令林保全與多啦A夢幾乎劃上等號。
- 郭立文：代替，1991年－1992年
- 黃昕瑜：2015年－至今
- 楊婉潼：2021年《STAND BY ME：多啦A夢3D 2》（公映版）、2022年《大雄之宇宙小戰爭 2021》、2023年《大雄與天空的理想鄉》（公映版）、2024年 《大雄的地球交响乐》、2025年 《大雄的繪畫世界物語》

##### 中國大陸
- 团团（现名张琳）：叮当时期，广东电视台1989年版
- 董浩：阿蒙时期，央视1991年版
- 张路：阿蒙时期，央视1991年版
- 刘纯燕：阿蒙时期，央视1991年版、哆啦A梦：伴我同行、电影版2018年配音
- 张丽敏：哆啦A梦时期，央视2007年版
- 李晔：上海版，2002-2003
- 梁颖：哆啦A梦时期，广东后期配音，因配乐与日版不同、部分情节可以略微听见日语声音而被质疑是盗版
- 曾丹：2006－2008年电影版
- 山新：2016－2017、2022－2024年电影版
- 陳美貞：2019－2020年电影版、哆啦A梦：伴我同行2
- 杨鸥：上海世博会日本館哆啦A梦、伊利QQ星x哆啦A梦电视广告配音
- 刘艺：辽宁儿童艺术团版配音

### 演員
- 尚·雷諾：2011年11月18日～2016年7月8日（豐田汽車廣告）[20]。
- 布魯斯·威利（藤岡弘配音[21]）：2020年3月20日～（軟銀廣告——5G 就是哆啦A夢？）[21]。

## 著作權爭議

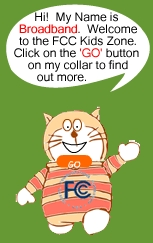
美國聯邦通訊委員會的「Broadband」卡通角色形象

在美國聯邦通訊委員會（FCC）的兒童版網站上，刊載了一個名為「Broadband」的卡通角色，和哆啦A夢極為相似，從2004年9月開始在網路上引起話題。同年的12月27日，擁有哆啦A夢版權的藤子製作公司遞送了一封警告信函，過了一個多月都沒有收到回應，此外日本共同通信社也有相關報導。該角色的設計者僅是短期的工讀生，在之後則沒有再追究下去。這個角色至聯邦通訊委員會的兒童版網站於2010年代改版前依然刊登在聯邦通訊委員會的網站上 , 之後在2016年聯邦通訊委員會的網站發布了當時兒童版網站的存檔文件中也有包含了該角色。
此外，以東南亞為中心的地區，出現了許多仿冒的哆啦A夢，如泰国的“代罗蒙”（ไดโรมอน）、新加坡的“小叮噹”以及印度尼西亚的“IQ先生”（Mr.IQ）。
在2001年，Flash設計師「6419」架設的網站，其中大量使用了哆啦A夢的圖片，並將之製成Flash動畫。同年小學館（隨後證明是被假冒名義）遞送了一封警告信給6419，網站也同時被強制關閉。隨後該網站便反覆的搬遷轉移，現在又重新啟用。在关閉後，6419製作的新的「嘔啦A夢」（オラエモン），和哆啦A夢外型幾乎完全相同，但對此小學館並沒有任何的行動。
而日本零食「美味棒」的形象角色「好吃A夢」（うまえもん）和哆啦A夢的外型也幾乎一樣，但沒有引發任何問題。

## 神化
因哆啦A梦利用秘密道具实现人们愿望的设定，在泰国被当地民众视为神灵崇拜，一些寺庙中甚至有哆啦A梦的佛牌、神像以及护身符。
素攀武里府的尚巴修寺亦绘有哆啦A梦的壁画，因此为寺庙带来了不小的名气。之后该寺住持决定批量制作徽章，邀请素攀武里府的9位高僧参与加持仪式；徽章的图案为头戴泰式王冠的哆啦A梦，上书“怜悯是支撑世界的支柱”（โลโกปตฺถมฺภิกา เมตตา เมตตาเป็นเครื่องค้ำจุนโลก）字样。尚巴修寺的住持表示，这些徽章是为了分发给参拜的游客，作为吉祥的纪念品。泰国东北部伊善地区的“猫娘”传统仪式中，村民们为避免虐待动物，用哆啦A梦玩偶代替真猫祈雨。
努萨拉·吉达盖颂博士在2017年2月刊的《艺术文化杂志》中，以论文《超级英雄：新时代的神祇，传统信仰的挑战》详细解释了这一社会现象，他说为娱乐而创作的虚构角色已经成为泰国民间信仰的一部分。
台湾民进党也供奉哆啦A梦，并将其视为幸运之神。每逢农历初一和十五用铜锣烧敬奉。